# Dana Ashbrook
Dana Vernon Ashbrook (San Diego, 24 de maio de 1967) é um ator estadunidense, mais conhecido por interpretar Bobby Briggs na série de televisão Twin Peaks (1990–1991, 2017) e no filme Twin Peaks: Fire Walk with Me (1992).

## Primeiros anos
Ashbrook nasceu em San Diego, Califórnia; sua mãe, D'Ann Paton é professora e seu pai, Vernon L. "Buddy" Ashbrook, foi diretor do departamento de teatro da Palomar College. Dana é irmão do escritor Taylor Ashbrook e da atriz Daphne Ashbrook.